# Boletín Oficial de la Comunidad de Madrid

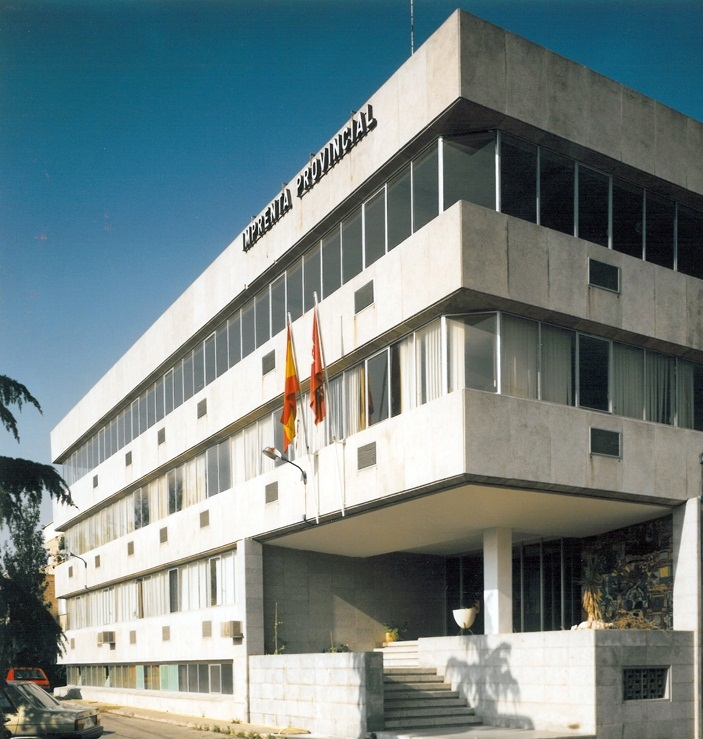
Gerencia, Área de Producción y Área de Administración del BOCM, en Alcobendas.

El Estatuto de Autonomía de la Comunidad de Madrid prevé la existencia del Boletín Oficial de la Comunidad de Madrid como medio oficial e institucional de publicación de las disposiciones y actos de los distintos órganos autonómicos.
De acuerdo con el Decreto 2/2010, de 28 de enero, del Consejo de Gobierno, por el que se regula la edición electrónica del diario oficial, el BOCM se configura como un servicio público de acceso universal y de consulta gratuita para todos los ciudadanos y, en virtud de ello, se garantizará el acceso libre y gratuito a todos los documentos que se publiquen en el mismo y a una base de datos que facilite su consulta.
Fue creado mediante el Decreto 13/1983, de 16 de junio, que dispuso asimismo la integración del antiguo Boletín Oficial de la Provincia de Madrid.
La inserción en el BOCM de los anuncios oficiales depende del Organismo Autónomo Boletín Oficial de la Comunidad de Madrid, adscrito a la Consejería de Presidencia, Justicia y Portavocía del Gobierno.
El BOCM se publica todos los días del año (excepto domingos, Viernes Santo, 25 de diciembre y 1 de enero).

## Historia

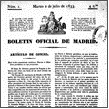
Boletín Oficial de Madrid

1833: Los Boletines Oficiales Provinciales nacieron por Real Orden de 20 de abril de 1833, publicándose el primero con fecha de martes 2 de julio de 1833, con el nombre de Boletín Oficial de Madrid.
1858: Se crea la Imprenta del Hospicio de San Fernando en la calle Fuencarral, 84, con máquinas procedentes de la Imprenta Nacional y de nueva adquisición, con operarios y aprendices de la Imprenta del Asilo de San Bernardino. Al taller de imprenta se incorporaron los asilados más capacitados, comenzando así la experiencia de escuela-taller.

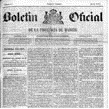
Boletín Oficial de la Provincia

1871: Por Real Orden de 19 de julio de 1871, se autoriza la impresión del Boletín Oficial de la Provincia en la Imprenta del Hospicio.
1885: Se imprime el Boletín Oficial de la Provincia en la Imprenta del Hospicio, aunque no de un modo permanente.
A principios de 1900, la Imprenta del Hospicio se traslada a unos barracones del Hospital San Juan de Dios y cambia su denominación por la de Imprenta Provincial, en la calle del Doctor Esquerdo.

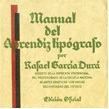
Manual del aprendiz tipográfico

1939: Tras la Guerra Civil el Boletín Oficial de la Provincia se imprime, de nuevo, en la Imprenta Provincial.
1945: La Diputación Provincial asume la gestión administrativa completa del Boletín Oficial de la Provincia. Desde entonces son administrados conjuntamente el Boletín Oficial y la Imprenta Provincial.
1968: Se inauguran los nuevos talleres tipográficos, compartiendo locales con las oficinas del Boletín Oficial, en los mismos terrenos del Hospital, con entrada por la calle Doctor Castelo.
1980: La Imprenta Provincial se traslada al municipio madrileño de Alcobendas e inaugura nuevos talleres con tecnología de fotocomposición, fotomecánica e impresión offset.
1983: El 16 de junio nace el Boletín Oficial de la Comunidad de Madrid, integrándose en él, el Boletín Oficial de la Provincia.
1997: Se crea el Organismo Autónomo Boletín Oficial de la Comunidad de Madrid, integrándose en él, la Imprenta y el Boletín.
1998: Además de la edición impresa, se publica el Boletín en Internet.
2010: Se deja de imprimir el Boletín y se ofrece en Internet una nueva versión con firma electrónica, que le da carácter oficial.

## Carácter oficial y auténtico
El texto de las leyes, disposiciones y actos publicados en la edición electrónica del
Boletín Oficial de la Comunidad de Madrid tendrá la consideración de oficial y auténtico, con arreglo a las normas y condiciones que se establecen en el presente Decreto, de conformidad con el artículo 11.1 de la Ley 11/2007, de 22 de diciembre.

## Estructura
Un BOCM consta de una primera parte denominada Sumario y de una segunda parte que contiene el conjunto de los textos que figuran distribuidos en Secciones. La estructura general es la siguiente:
• 1º. Sumario.
• 2º. Secciones.
Las Secciones de disposiciones y anuncios se estructuran del modo siguiente:
I. Comunidad de Madrid:
A) Disposiciones Generales.
B) Autoridades y Personal.
C) Otras Disposiciones.
D) Anuncios.
II. Disposiciones y Anuncios del Estado.
III. Administración Local.
IV. Administración de Justicia.
V. Otros Anuncios.

### Sumario
En la Sección I del Sumario figuran ordenados los apartados, subsecciones, organismos y epígrafes de las disposiciones y anuncios. En las Secciones II, III, IV y V figuran ordenadas solo las Secciones.

### Secciones
Sección I. Comunidad de Madrid
La primera Sección, a su vez, se divide en las siguientes subsecciones:
A) Disposiciones Generales (Leyes, Decretos Legislativos, Decretos, Órdenes, etc.).
B) Autoridades y Personal (Decretos de nombramientos y ceses, Resoluciones, Acuerdos, Órdenes, etc.).
C) Otras Disposiciones (Resoluciones, Acuerdos, Órdenes, etc.).
D) Anuncios (Resoluciones, Notificaciones, Citaciones, etc.).
1. En A) Disposiciones Generales se publican, principalmente, los siguientes tipos o categorías de disposiciones: 
1. Leyes.
2. Decretos legislativos.
3. Decretos (excepto los referentes a ceses, nombramientos, sustituciones, etc. que se publican en B) Autoridades y Personal).
4. Resoluciones de ámbito especialmente genérico.
2. En B) Autoridades y Personal se publican, principalmente, los siguientes tipos de disposiciones y anuncios: 
1. Decretos relativos a altos cargos (nombramientos, ceses, sustituciones…).
2. Resoluciones relativas a convocatorias y nombramientos de puestos de libre designación, concursos de traslado o de méritos, pruebas de acceso a la función pública, etc.
3. Acuerdos que afectan a relaciones de puestos de trabajo o plantillas orgánicas de la Administración de la Comunidad de Madrid
4. Notificaciones relativas a los empleados públicos de la Comunidad de Madrid.
3. En C) Otras Disposiciones se publican, principalmente, los siguientes tipos de disposiciones: 
1. Resoluciones que por su contenido no deban ir en las subsecciones anteriores.
2. Acuerdos que, igualmente, no deban ir en la subsección anterior.
3. Convocatorias de ayudas y subvenciones.
4. Por último, en D) Anuncios se publican, entre otros, los siguientes tipos de anuncios: 
1. Resoluciones varias.
2. Informaciones públicas relacionadas con contrataciones, licitaciones y enajenaciones.
3. Notificaciones, requerimientos y citaciones a particulares.
4. Convenios y acuerdos laborales.
Sección II. Disposiciones y anuncios del Estado
En esta Sección aparecen disposiciones de carácter general dictadas por órganos de gobierno de la Administración General del Estado:
1. Juntas Electorales.
2. Tribunal Constitucional.
3. Delegaciones y Subdelegaciones de Gobierno.
4. Ministerios.
5. Tribunal de Cuentas, etc.
Sección III. Administración Local
Esta Sección se estructura por este orden:
1. Ayuntamiento de Madrid.
2. Ayuntamientos de la Comunidad de Madrid
3. Mancomunidades de la Comunidad de Madrid.
4. Ayuntamientos resto de España.
Que a su vez se subdividen en los siguientes apartados:
1. Organización y funcionamiento.
2. Régimen económico.
3. Ofertas de empleo.
4. Personal.
5. Urbanismo.
6. Licencias.
7. Contratación.
8. Otros anuncios.
Sección IV. Administración de Justicia
La Sección está dividida en las siguientes subsecciones:
1. Consejo General del Poder Judicial.
2. Tribunal Supremo.
3. Audiencia Nacional.
4. Tribunales Superiores de Justicia.
5. Audiencias Provinciales.
6. Juzgados: de Primera Instancia, de Instrucción, de Primera Instancia e Instrucción, del Registro Civil, de lo Penal, de lo Contencioso-Administrativo, de lo Mercantil, de lo Social, de Vigilancia Penitenciaria, de Menores, de Violencia sobre la Mujer, de Distrito, de Paz y Militares.
Sección V. Otros Anuncios
El orden de la Sección V. Otros Anuncios es el siguiente:
1. Resto Comunidades Autónomas.
2. Cámaras y Colegios Oficiales.
3. Cajas de Ahorros y Bancos.
4. Notarías.
5. Empresas y personas particulares.
6. Otros anuncios.

## Acceso de los ciudadanos al BOCM
La Administración de la Comunidad de Madrid garantizará, a través de redes abiertas
de telecomunicación, el acceso universal y gratuito a la edición electrónica del Boletín Oficial de la Comunidad de Madrid.
En todas las oficinas de información y atención al ciudadano y demás puntos que se
habiliten al efecto por la Administración de la Comunidad de Madrid, se facilitará la consulta pública y gratuita de la edición electrónica del Boletín Oficial de la Comunidad de Madrid.